# بنك افتراضي
البنك المباشر (يُسمى أحيانًا بنك الأون لاين أو بنك افتراضي أو بنك عبر الإنترنت أو بنك على الإنترنت فقط) هو بنك بدون أي شبكة فروع فهو يُقدم خدماته عن بُعد باستخدام الخدمات المصرفية عبر الإنترنت والخدمات المصرفية الهاتفية وقد توفر أيضًا إمكانية الوصول عبر أجهزة الصراف الآلي (غالبًا من خلال تحالفات الشبكة بين البنوك)، البريد الإلكتروني والجوال. البنوك الافتراضية تقلل من التكاليف الكبيرة لتشغيل شبكة فروع البنك التقليدي.
اكتسب مفهوم البنك المباشر مكانة بارزة مع ظهور التكنولوجيا المصرفية عبر الإنترنت في أوائل التسعينيات مما أدى إلى إنشاء عدد من البنوك المباشرة، على الرغم من أن العديد منها مملوك من قبل البنوك التقليدية. يقدم عدد من البنوك الافتراضية فقط حساب توفير عبر الإنترنت، وعادةً ما تقدم هذه البنوك أسعار فائدة أعلى من منافسيها التقليديين، حيث يمكن أن تكون هذه البنوك فعالة جدًا فتزيد نسبة الفائدة كمقابل للتكلفة المنخفضة للتشغيل. ومنذ منتصف العقد الأول من القرن العشرين، أصبحت الخدمات المصرفية عبر الإنترنت والهاتف هي الدعامة الأساسية للخدمات المصرفية للأفراد،
ودمجتها معظم البنوك في خدماتها الأساسية وتحاول أن تقلل من شبكة فروعها لتنعم بالمزايا التي تتمتع بها البنوك المباشرة.
في الولايات المتحدة، يتم التأمين على العديد من البنوك عبر الإنترنت من قبل مؤسسة تأمين الودائع الفيدرالية (FDIC) ويمكنها تقديم نفس المستوى من الحماية لأموال العملاء مثل البنوك التقليدية.

## التاريخ
فيرست دايركت كانت أول بنك افتراضي تعمل لأول مرة بكامل طاقتها في العالم، والتي أطلقت الهاتف المصرفي في المملكة المتحدة في 1 أكتوبر 1989. وهي شركة تابعة لـ بنك ميدلاند، كانت رائدة في مفاهيم عدم وجود الفروع وأن تكون الخدمة على مدار 24 ساعة من خلال مراكز الاتصال. كان التسوق عبر الإنترنت في أوائل التسعينات أكبر دافع لإنشاء نماذج مصرفية مباشرة كاملة. نظرًا لأن الإنترنت أصبح متاحًا على نطاق أوسع من السابق، فقد سعت البنوك التقليدية إلى خفض التكاليف التشغيلية من خلال تقديم الخدمات المصرفية عبر الإنترنت.
في الوقت نفسه، ظهرت البنوك على الإنترنت فقط أو «البنوك الافتراضية». لم يكن لدى هذه البنوك بنية تحتية مصرفية تقليدية، مثل شبكة الفروع، وهي ميزة موفرة للتكاليف سمحت للكثير منهم بتقديم حسابات ادخار ذات معدلات فائدة أعلى وقروض بأسعار فائدة أقل من معظم البنوك التقليدية. يمكن أن تعمل البنوك الافتراضية من جهاز كمبيوتر واحد وخادم ويب من دون بنية أساسية كبيرة. ومع ذلك، كان هناك تردد مبدئي للمستهلك في إجراء المعاملات النقدية عبر الإنترنت، وخاصة مع كيان لا يستطيع التعامل معه وجهاً لوجه.
أحد أول البنوك المباشرة العاملة بالكامل في الولايات المتحدة كان بنك سيكيوريتي فيرست نتورك (SFNB)، الذي تم إطلاقه في أكتوبر 1995،  وكان أول بنك مباشر تحصل عليه شركة تأمين الودائع الفيدرالية. على الرغم من أن SFNB لم يحقق الكثير من الأرباح في سنواته الأولى، إلا أنه أثبت أن مفهوم الخدمات المصرفية المباشرة يمكن أن ينجح.
ركزت بعض البنوك الافتراضية فقط على حسابات التوفير عبر الإنترنت، مما يوفر معدلات فائدة أعلى من البنوك التقليدية للعملاء الذين كانوا سعداء بالوصول إلى حساباتهم على الإنترنت فقط. كانت شركة إي إن خي دايركت واحدة من أوائل وأنجح الجهات التي تبنت هذا الطرح، وقد أطلقت أول بنك من هذا النوع في كندا وهو Tangerine Bank في عام 1997، حيث وسع نطاقه ليشمل المملكة المتحدة وأستراليا والولايات المتحدة قبل أن يبيعها مالكها في عام 2010.
أحد أول البنوك المباشرة التي تقدم خدمات كاملة في أوروبا هو First-e ، التي أطلقتها ENBA ، وهي شركة حاضنة للإنترنت مقرها دبلن بموجب ترخيص بنكي من البنك الفرنسي Banque d'Escompte. تم إطلاقه لأول مرة في المملكة المتحدة في سبتمبر عام 1999، وحظي باهتمام كبير، مما أدى إلى المزيد من هذه المشاريع في جميع أنحاء أوروبا. بعد حوالي عامين من العمليات، أغلقت عملياتها خلال تمثال نصفي لفقاعة dot-com . تم إطلاق بنك Rival Egg Bank في أكتوبر 1998 من قبل بريودينتيال كبنك مباشر، لكن الأمر استغرق عدة سنوات قبل أن يصبح بنكًا مباشرًا متكامل الخدمات.
كان أول بنك مباشر في آسيا هو finatiQ ، وهو فرع من المؤسسة المصرفية الصينية في الخارج (OCBC) في سنغافورة، والذي تم إطلاقه في أبريل 2000. تم إغلاقه في عام 2011 ودمجت عملياته في الهيكل المصرفي الرئيسي مع الشركة الأم OCBC التي تقول «أصبحت الخدمات المصرفية عبر الإنترنت جزءًا أساسيًا من إستراتيجية بنك OCBC متعدد القنوات - والتي تشمل أيضًا الفروع وأجهزة الصراف الآلي والخدمات المصرفية عبر الهاتف المحمول».
تم استخدام نموذج البنك المباشر من قبل العديد من البنوك المنافسة التي تم إنشاؤها في المملكة المتحدة خلال الفترة 2015-2018.